# Anfänge des chinesischen Journalismus
Bevor im 19. Jahrhundert die ersten chinesischsprachigen (kommerziellen) Tageszeitungen in China herausgegeben wurden, hatte sich bereits eine ausländische Presseszene in Hongkong und Shanghai etabliert. Dort erschienen zunächst Regierungsblätter der ausländischen Kolonialregierungen wie auch missionarische Zeitschriften. Mit der Herausgabe von ausländischen (kommerziellen/privaten), meist britischen Tageszeitungen, wurden bald danach auch chinesischsprachige Auflagen veröffentlicht, die sich teils zu unabhängigen Tageszeitungen entwickelten. Dies sind die Anfänge des modernen chinesischen Journalismus.

## Der „neue“ Zeitungsmarkt in Hongkong und Shanghai

### Hongkong
Die erste britische Tageszeitung in Hongkong erschien 1845, drei Jahre nach der Übernahme Hongkongs durch Großbritannien, unter dem Namen China Mail. Sie galt als offizielles Organ der britischen Kolonialregierung. Zwei Jahre später (1857) wurde die britische Tageszeitung The Hongkong Daily Press gegründet. Beide Zeitungen galten als die wichtigsten ausländischen Tageszeitungen in Hongkong, die zudem die ersten chinesischsprachigen Übersetzungsbeilagen herausgaben. The Hongkong Daily Press veröffentlichte 1859 die erste chinesischsprachige Beilage mit dem Namen Zhongwai Xinbao 中外日報. Die China Mail folgte ihr 1871 mit der Huazi Ribao.
Die erste unabhängige chinesischsprachige Tageszeitung (nicht gebunden an eine ausländische Tageszeitung) wurde 1874 in Hongkong gegründet, unter dem Namen Xunhuan Ribao 循環日報.

### Shanghai
In Shanghai sah die Entwicklung ähnlich aus, nur um ein paar Jahre verzögert. 1850 wurde der North China Herald als erste britische Zeitung in Shanghai gegründet, der nur wöchentlich erschien und daraufhin kurz darauf eine zusätzliche Tagesausgabe mit dem Namen North China Daily News herausgab. Daneben gab es noch andere kleinere britische Tageszeitungen (Shanghai Daily Times, Shanghai Recorder, Shanghai Evening Express), deren Einfluss jedoch sehr gering war.
In Shanghai erschien 1862 die erste chinesischsprachige Beilage mit dem Namen Shanghai Xinbao 上海新報, herausgegeben von den North China Daily News. Als erste unabhängige chinesischsprachige Tageszeitung erschien 1872 die Shenbao 申報.

## Offizielle chinesische Regierungspresse
Neben den „neuen“ (kommerziellen) Tageszeitungen in China gab es auch eine offizielle Hofzeitung der Qing-Regierung (Jingbao 京報, Peking Gazette). Für die offizielle Staatspresse wurde eine eigene Pressezensur eingeführt, so durften Dokumente erst nach der offiziellen Anerkennung durch das Große Sekretariat gedruckt werden. Täglich sollen 10.000 Exemplare angefertigt worden sein. Über den Inhalt der Jingbao wird häufig diskutiert, sie wird allerdings oft als Propagandablatt beschrieben.
Die Jingbao wurde häufig von den „neuen“ Zeitungen zitiert. In ausländischen Zeitungen wurde sie in großen Teilen übersetzt, wobei sie in chinesischsprachigen Zeitungen ganz oder teilweise abgedruckt wurde.

## Akzeptanz der „neuen“ Zeitungen

### Regierung
Die „neuen“ Zeitungen stellten für die Regierung zunächst eine Informationsquelle dar. Das Amt für ausländische Angelegenheiten ließ somit ausländische Zeitungsartikel ins Chinesische übersetzen, um so Informationen über das Ausland, aber auch über das eigene Land und Volk zu erhalten. Es gab jedoch auch Regierungsbeamte, die ein Verbot der „neuen“ Zeitungen forderten, besonders dann, wenn regierungskritische Artikel erschienen. Die Regierung ging zunächst auf diese Forderung nicht ein, zu wichtig war wohl das neue Medium als Informationsquelle.

### Leserschaft
Die Akzeptanz der „neuen“ Zeitungen in der Bevölkerung lässt sich am besten an den Auflagenzahlen der einzelnen Zeitungen erkennen:
- Daily Press: Auflage von ca. 400-500 Exemplaren
- North China Herald: Auflage von ca. 100 Exemplaren
- Xunhuan Ribao: Auflage von ca. 500-600 Exemplaren
- Huazi Ribao: Zu Beginn eine Auflage von ca. 500 Exemplaren, später eine Auflage von ca. 2000 Exemplaren
- Shenbao: Auflage von ca. 4500 Exemplaren (daher die meistgelesene Tageszeitung des 19. Jahrhunderts in China)

Die Differenz zwischen den Auflagezahlen ist dadurch zu erklären, dass britische Zeitungen eine wesentlich kleinere Leserschaft erreichten (nur ausländische Leser), als chinesischsprachigen Zeitungen. Ihre Auflagenzahlen lagen daher deutlich unter den Chinesischsprachigen.
Die eigenen Angaben der Zeitungen über die Auflagenzahlen lagen deutlich höher. Vermutet wird, dass die Zahlen besonders hoch angesetzt wurden, um Anzeigekunden zu werben.
Zu beachten ist, dass die Auflagenzahl nicht mit der Leserzahl gleichzusetzen ist, denn zu dieser Zeit geht man davon aus, dass in China ein Exemplar von ca. zehn Lesern gelesen wurde.

## Inhalt
Nicht nur das Medium Zeitung an sich war neu in China, sondern auch ihr Inhalt. Auf der einen Seite sollte eine Art „Aufklärung“ betrieben werden, d. h. neue Kenntnisse über die Welt und Errungenschaften in der Wissenschaft und Technik sollten bekannt gemacht werden. Auf der anderen Seite sollten innenpolitische Angelegenheiten für ein breites Publikum zugänglich gemacht werden und offen dargelegt werden, dass durch die Jingbao nur begrenzt durchgeführt wurde.

## Aufbau
Der Aufbau der verschiedenen Zeitungen war oft ähnlich gestaltet. Die Nachrichten wurden in unterschiedliche Kategorien unterteilt. Die erste Seite bestand meistens aus Anzeigen und Marktnachrichten. Danach folgten entweder Übersetzungen oder Zusammenfassungen aus der Jingbao. Die aktuellen Nachrichten wurden unterteilt in „Nachrichten aus der Region“ und „Nachrichten aus China und dem Ausland.“ Der letzte Teil bestand häufig aus Leserbriefen, welche meist kurze Abhandlungen von Ereignissen oder Stellungnahmen zu gesellschaftlichen oder politischen Problemen waren.

## Autorenschaft
Artikel wurden zunächst von fest angestellten Journalisten verfasst. Es wurden auch schon recht früh Reporter als Korrespondenten versandt, um Nachrichten direkt vor Ort zu recherchieren. Viele Beiträge waren jedoch auch Einsendungen von Lesern, bei denen die Authentizität und Repräsentativität allerdings nur schwer nachzuprüfen war, obwohl von den Einsendern persönliche Angaben gefordert wurden (Name, Beruf, Wohnort).

## Rolle des Westens
Die „neue“ Zeitung war zunächst ein importiertes Medium aus dem Westen, dass womöglich ohne die ausländischen Konzessionsgebiete (Shanghai, zu Beginn auch Hongkong) so in China nicht realisierbar gewesen wäre. Sie standen unter dem Schutz der Extraterritorialität und unterstanden somit der ausländischen Rechtsprechung.